# Dragon Ball: Revenge of King Piccolo
 (octobre 2019).
Si vous disposez d'ouvrages ou d'articles de référence ou si vous connaissez des sites web de qualité traitant du thème abordé ici, merci de compléter l'article en donnant les références utiles à sa vérifiabilité et en les liant à la section « Notes et références ».
Dragon Ball: Revenge of King Piccolo (ドラゴンボール天下一大冒険, Doragon bōru: Tenkaichi daibōken, littéralement « Dragon Ball : La plus grande aventure du monde ») est un jeu vidéo d'action-aventure développé par Media.Vision et édité par Namco Bandai. L'univers du jeu porte sur le manga connu, Dragon Ball. Le jeu est disponible sur Wii depuis 2009.

## Système de jeu
Le jeu propose deux styles de gameplay. Le mode aventure raconte les événements de l'armée du ruban rouge et des premiers arcs de l'histoire du roi démon Piccolo. Dans ce mode, le jeu fonctionne comme un beat'em up et un jeu de plateforme de style arcade, où les joueurs dans le rôle du protagoniste Goku, courent d'un point A à un point B en combattant divers ennemis et boss et sautant des lacunes et des rebords. Les joueurs peuvent utiliser des attaques de type simple et de mêlée ou utiliser la bataille de Kamehameha. Chaque ennemi que le joueur élimine lui rapportera de la santé, des bonus ou des zeni qui peuvent être utilisés dans la boutique. Le jeu utilise un système de verrouillage qui permet aux joueurs de lancer de puissantes attaques. Le tournoi mondial permet aux joueurs de se battre avec un des combattants disponibles dans le mode aventure. D'autres modes incluent la boutique, où les joueurs peuvent acheter des améliorations, dans la musique de jeu, les films et les objets de collection, et la galerie où le joueur peut voir leurs objets de collection, musiques et films gagnés. 